# 東友美
東 友美（ひがし ともみ、1984年（昭和59年）3月28日 - ）は、日本の政治家。立憲民主党所属の東京都議会議員（1期）、元町田市議会議員（2期）。2018年9月、自身が性的少数者（アセクシュアル・Xジェンダー）であることを議会の一般質問で公表した。

## 来歴
岩手県に生まれるが、幼少期に東京都町田市に移った。町田市立忠生第五小学校、町田市立山崎中学校、東京都立忠生高等学校卒業。東京農業大学農学部畜産学科卒業後、製薬会社の医薬情報担当者（MR）職を経験したのち、不妊治療クリニックにて胚培養士として生殖補助医療に携わった。
2018年2月25日に行われた町田市議会議員選挙に、（旧）立憲民主党の関係者の要請を受けて立候補し、得票数2位で初当選した。2020年に結党された（新）立憲民主党に参加。
2022年2月、再選。
2025年3月、東京都議会議員選挙の町田市選挙区に立憲民主党の公認で立候補することを表明。同年5月20日、市議を辞職した。6月22日の投開票の結果、当選。

## 人物・政策
- 小学生の頃より自身が恋愛感情を理解できないことに気づいていたが、市議会議員に当選した後に参加した性同一性障害（GID）学会をきっかけに、自身のような性的感情・恋愛感情を持たない人間をアセクシュアルと呼ぶことを学んだ[7]。2018年9月3日、町田市議会の9月定例会にて性的少数者への施策について質問した際、自身がアセクシュアルかつXジェンダーであることを初めて公表した[8]。その後もさまざまな性的少数者などの相談に対応できる窓口を設置するよう求めるなどの議員活動を行なっている[7]。自身のホームページでは、「性自認等」としてアセクシュアル、Xジェンダーに加え、アロマンティックでもあるとしている[1]。
- 2023年2月20日、同年の統一地方選挙に向け、女性の議員や候補者を対象にした期間限定のホームページ「女性議員のハラスメント相談センター」が開設された。同日に開かれた記者会見に東も出席し、選挙期間中に受けたハラスメントの実体験を語った。政治の道に進む女性たちのセーフティーネットづくりに取り組んでいる[9]。同年3月7日、BBCが、日本の政界における性差別とハラスメントの実態を取材した記事「The female mayor in Tokyo fighting Japan's sexist attitudes」を配信。東は杉並区長の岸本聡子とともにインタビューに応じた[10][11]。